# Dangcagan
Dangcagan è una municipalità di quinta classe delle Filippine, situata nella Provincia di Bukidnon, nella Regione del Mindanao Settentrionale.
Dangcagan è formata da 14 baranggay:
- Barongcot
- Bugwak
- Dolorosa
- Kapalaran
- Kianggat
- Lourdes
- Macarthur
- Miaray
- Migcuya
- New Visayas
- Osmeña
- Poblacion
- Sagbayan
- San Vicente